# 오스트레일리아 방위군
오스트레일리아 방위군(Australian Defence Force, ADF )은 오스트레일리아의 방어를 담당하는 군대이다. 흔히 호주군(濠洲軍)으로 불린다. 오스트레일리아 왕립 해군, 오스트레일리아 육군, 오스트레일리아 왕립 공군으로 이루어져 있다.
1901년 오스트레일리아의 독립과 함께 창설된 해군과 육군은 창설 당시 독립적으로 운용되는 별개의 조직이었다. 1976년 오스트레일리아 정부는 통합군 운용을 위해 현재의 오스트레일리아 방위군을 설립하였다.
오스트레일리아 방위군은 첨단 기술이 도입된 정예군이지만 병력은 적은 편이다. 2023년 6월 30일 기준 상근 현역은 57,346 명, 현역 예비군은 32,049명으로 총 인원 8만 9천여 명 가량이다. 이는 오세아니아에서 가장 큰 규모이지만, 이웃한 아시아 대부분의 나라들에 비해 적은 것이다.

## 역할
오스트레일리아 헌법 제51조 6항에 방위군 설치 근거가 마련되어 있다.
51 의회는 이 헌법에 따라 평화와 질서, 그리고 연방의 원활한 통치를 실현하기 위해 아래의 사항을 법률로서 정하여야 한다.
(6) 연방과 여타 국가들의 방위와 연방 법률의 실효적 강제 및 유지를 위한 해군 및 군사 방위.
(32) 연방의 해군 및 군사를 위한 수송을 담보하는 철도의 통제.
그러나 헌법 제114조는 모병에 영연방의 허가가 필요하다고 규정하고 있고, 제119조는 외적의 침략에 대한 방위 책임이 영연방에 있으며 이에 따라 방위군을 배치할 수 있다고 규정한다.
헌법 제68조는 "영연방 해군 및 육군의 총사령관은 군주의 대리자인 오스트레일리아의 총독"이라고 명시하고 있으나 오스트레일리아 정부의 국방부 장관을 비롯한 여러 하위 관료가 실질적인 통제권을 행사한다. 대부분의 사안은 국방부 장관의 권한으로 처리되지만 중요한 문제는 내각의 안전보장위원회에서 심의한다. 국방부 장관은 내각의 결정사항을 총독에게 조언하며 총독은 관례에 따라 내각의 조언대로 행동한다. 한편 영연방은 오스트레일리아 방위군의 해외 파병이나 참전에 대해 의회의 승인을 구하도록 요구받은 적이 없다.
국방백서에 명시되어 있는 오스트레일리아 방위군의 역할은, 첫째 외침에 대비한 방어, 둘째 동남아시아와 태평양의 안보에 기여, 셋째 인도태평양 지역의 안정과 "국익을 위한 글로벌 질서"에 기여하는 것이다.

## 역사

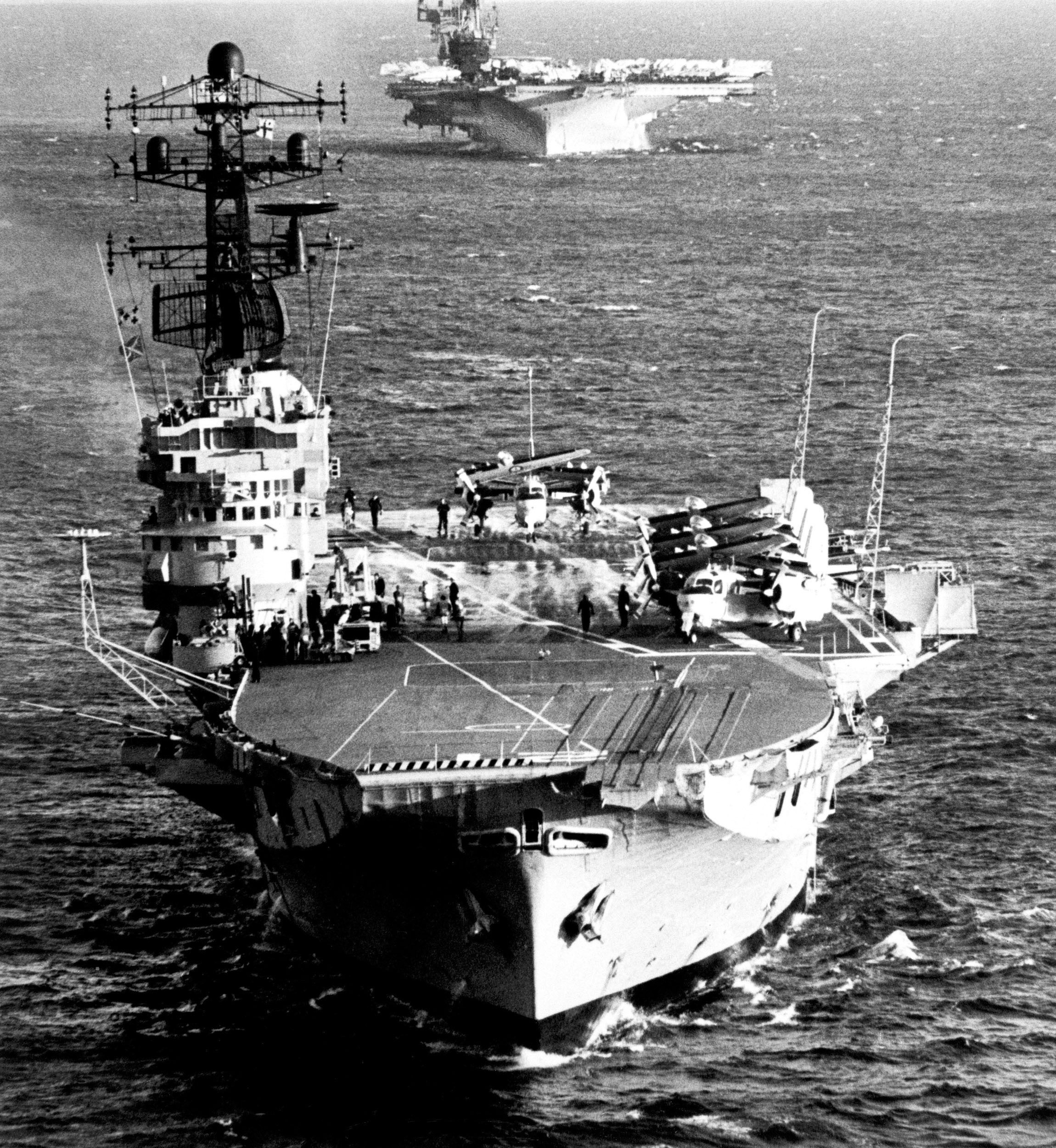
1982년 퇴역한 항공모함 HMAS 멜버른 이후로 오스트레일리아 왕립 해군은 항공모함을 보유하고 있지 않다.

### 형성
19세기까지 식민지로서 영국의 해외 영토였던 오스트레일리아는 각각 독립적인 식민지 군대를 유지하였다. 이들 식민군은 영국의 직접적 통제를 받았다. 1901년 1월 1일 오스트레일리아가 독립국으로서 영연방의 일원이 되었고, 식민군은 3월 1일 오스트레일리아 육군과 영연방 해군으로 통합되었다. 1911년 영연방 해군을 흡수하며 오스트레일리아 왕립 해군이 창설되었다. 1912년 육군 산하에 오스트레일리아 항공대가 창설되었으며 1921년 오스트레일리아 왕립 공군으로 분리되었다. 당시 각 군은 각자 국방부 장관의 통제를 받을 뿐 통합되어 운용되지는 않았다. 육해공 각 군은 제1차 세계 대전과 제2차 세계 대전 동안 각지에서 활동하였으며 냉전 기간에는 아시아를 두고 일어나는 세력 대결의 한 축을 맡았다.
제2차 세계 대전을 치르면서 합동전의 중요성이 부각되었고 전쟁 후 각 군은 전군을 통괄할 총사령관 설치를 요구하였으나 정부가 이를 거절하였다. 통합사령부의 부재로 각 군은 서로 다른 군사 교리에 따라 조직되고 운영되면서 군제 간 조정이 제대로 이루어지지 않았다.
베트남 전쟁 당시 파병된 오스트레일리아 군의 운용에서 비효율적 배치가 두드러졌고 1973년 국방부 장관 아서 탕게가 통합사령부와 총참모장직의 신설을 권고하는 보고서를 정부에 제출하였다. 정부는 이 권고를 받아들여 1976년 2월 9일 오스트레일리아 방위군을 창설하였다.

### 20세기 후반
1970년대까지 오스트레일리아의 핵심 전략은 동맹국과 연계하여 자국을 중심으로한 지역을 방어하는 "전진 방어" 개념이었다. 이는 1969년 미국이 괌독트린으로 아시아 태평양 지역의 국가들이 각자 자신의 영토를 방어하여야 한다고 선포한 데 이어, 영국군이 수에즈 동쪽으로 철수하면서 자주 국방과 본토 방어가 주요 과제로 떠올랐기 때문이었다.  이 정책에 따른 오스트레일리아 방어 계획의 촛점은 침입해 오는 적군을 북부 공해상에서 차단하는 것이었고 이를 위해 방위군을 재편성하여 해군과 공군의 역량을 강화하고 육군을 북부로 재배치하였다.
오스트레일리아 방위군은 1987년 피지에서 일어난 쿠데타에 대응하면서 여러 군함과 보병을 피지 앞바다에 배치하는 모리스 댄스 작전을 시행하였다. 이 작전은 성공적으로 진행되었지만, 여전히 신속대응 능력의 향상이 필요하다는 평가를 받았다.
1980년대 후반이후 평화 유지 임무 파견이 늘었다. 대부분은 소수의 군사 고문을 파견하는 형태였지만, 일부 수백 명의 인원이 파견된 사례도 있다. 1989년 초 나미비아, 1992~1993년 캄보디아, 1993년 소말리아, 1994~1995년 르완다, 1994년~1997년 이후 부건빌에 평화유지군 파견이 이루어졌다.
1991년 걸프전에 참전하여 1976년 오스트레일리아 방위군 설립 이후 처음으로 실전에 배치되었다. 당시 참전은 페르시아만에 전함과 잠수부대을 배치하고 해당 지역을 통제하는 임무여서 직접 전투를 치르지는 않았다. 이후 오스트레일리아 왕립 해군은 이라크에 부과된 무역 제재를 감시하기 위해 함대를 페르시아만이나 홍해에 배치하였다.
1996년 존 하워드가 이끄는 오스트레일리아 자유당이 선거에서 승리한 이후 오스트레일리아 방위군에 대한 개혁이 진행되었다. 새 정부는 직접적인 공격에 대한 방어를 상정한 전진 방어 개념을 폐기하고 지역 국가 및 동맹 관계를 통한 잠재적 위협 관리에 중점을 두었다. 1997년 정부는 전투 부대의 비율을 높이고 전투 효율성 향상을 위한 구조 변경을 시향하였다. 1999년 동티모르 국제군 참여는 오스트레일리아 국방 정책에 중요한 변환점이 되어 해외 파병 능력 향상의 필요성을 부각시켰다.

### 21세기

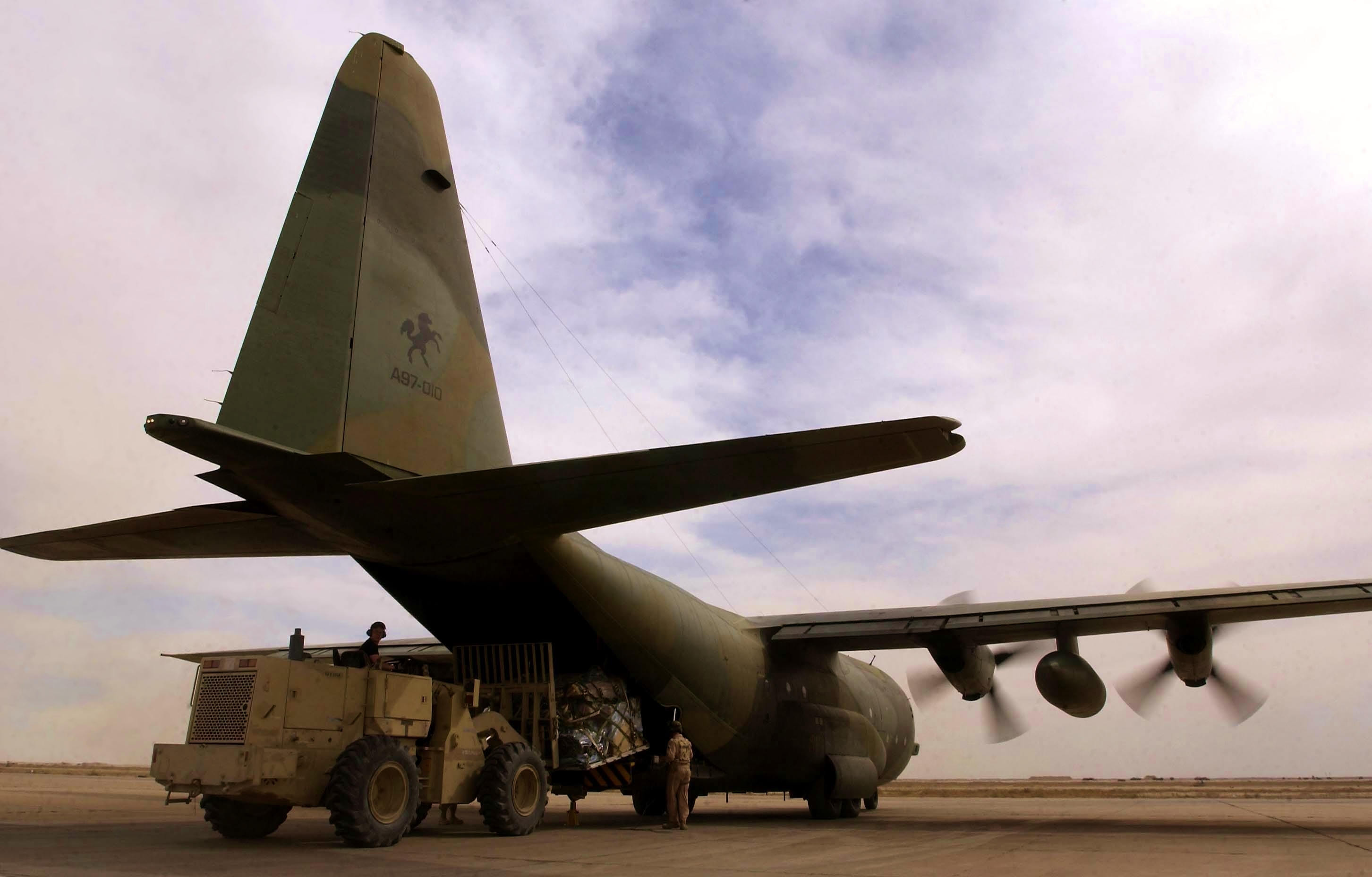
2003년 4월 이라크 탈릴 공군기지에서 하역 중인 오스트레일리아 왕립 공군의 C-130 수송기.

2001년 미국의 9·11 테러 발생 이후 오스트레일리아 방위군은 아프가니스탄에 파병되었다. 특수부대와 공중 급유 항공기가 투입되었고, 해군 역시 페르시아만에 배치되었다. 2003년 이라크 전쟁에는 특수부대와 전함 3척, F/A-18 호넷 14대 등을 포함한 약 2천 명이 파병되었다.
이라크 전쟁 이후에도 2005년까지 소규모 전문 요원이 주둔하였고 2005년부터 2008년까지 대대 규모의 전투부대가 이라크 남부에 주둔하였다. 2007년 선거 공약에 따라 러드 행정부는 2008년 중반 이라크에서 전투 병력을 철수하였고 나머지 인원도 이듬해까지 철수하였다.
오스트레일리아 인접 지역에 대한 파병도 꾸준하게 이루어져 솔로몬 제도에는 육해공 모두가 2017년까지 정규 배치되었고 2004년 12월부터 2005년 3월 사이에 1,400 명이 2004년 인도양 지진해일으로 인한 재해 복구 지원을 위해 수마트라 어시스트 작전에 투입되었다. 2006년 5월  티모르에서 무력충돌이 발생하자 2천명의 병력이 동티모르에 배치되어 2013년 3월까지 주둔하였다.
2006년부터 2013년까지 대대 규모의 육군 특무부대가 아프가니스탄 우로즈간 주에서 활동하였다. 이 부대의 주요 목적은 군사 훈련과 재건 지원이었지만 자주 전투에 참여하였다. 2002년부터 2013년까지 아프가니스탄에 참전한 오스트레일리아 방위군 40명이 전사하고 262명이 부상을 입었다. 2013년 이후 전투부대를 철수하고 군사 훈련 지원 인원만을 남겨두었다.
2007년부터 2013년까지 집권하였던 오스트레일리아 노동당 정부는 케빈 러드 총리 시기인 2009년과 줄리아 길라드 총리 시기인 2013년에 국방백서를 발간하였다. 2009년 백서 《아시아 태평양 세기에서 오스트레일리아 방어: 포스 2030》은 빠르게 성장하는 중국의 영향력에 맞서 잠수함 12척을 확보하고 국방비 지출을 매년 3%씩 증액하겠다는 전망을 발표하였으나 실제 예산 증대로 이어지지는 않았다. 《2013년 방위백서》 역시 비슷한 전략을 발표하였지만 예산 지출은 보다 소규모 증액을 제시하였다.
2013년 선거를 통해 정부는 자유국민연립을 이끄는 토니 애벗이 총리에 올랐고 《2016년 방위백서》를 개정하여 발간하였다. 여기에는 오스트레일리아 방위군의 규모와 기능을 확장하겠다는 공약이 포함되었다. 오스트레일리아 노동당과 자유국민연립은 1970년대 이후 오랜 경쟁자이지만, 국방에 대해서는 초당적 합의를 유지하고 있고 노동당 역시 《2016년 방위백서》의 국방 지출에 동의하였다. 오스트레일리아 방위군의 구조는 1980년 이후 거의 변화가 없어 육군의 경우 3개 여단 규모를 유지하고 있고 공군은 약 100 대의 전투기를 보유하고 있다. 그러나 무기 체계의 고도화는 계속 추진되어 대부분의 장비가 교체되거나 업그레이드 되었다.
《2016년 방위백서》에서 오스트레일리아는 직접적인 침략을 당할 위험은 크게 보고 있지 않지만 동남아시아와 연계된 각종 국가간 긴장과 테러 집단의 활동 등이 주요 안보 위협이 될 것으로 판단하고 있다. 또한 국익을 위한 "글로벌 질서"의 유지가 계속되는 방위 목표 가운데 하나로 명시되어 있다. 한편 오스트레일리아는 기후 변화, 취약한 경제 성장, 사회적 갈등과 같은 요인으로 표출될 수 있는 남태평양 국가들의 불안정을 안보 위협 가운데 하나로 파악하고 있다.
2014년 8월부터 대 IS 군사 개입의 일환으로 오크라 작전이 개시되어 오스트레일리아의 공군과 특수부대가 파병되었다. 파병된 공군의 전투비행단은 2018년 1월 작전을 완료했고, 나머지 항공기는 2020년 9월 철수했다. 육군 훈련부대는 2020년 중반에 철수했다.

### 최근 상황

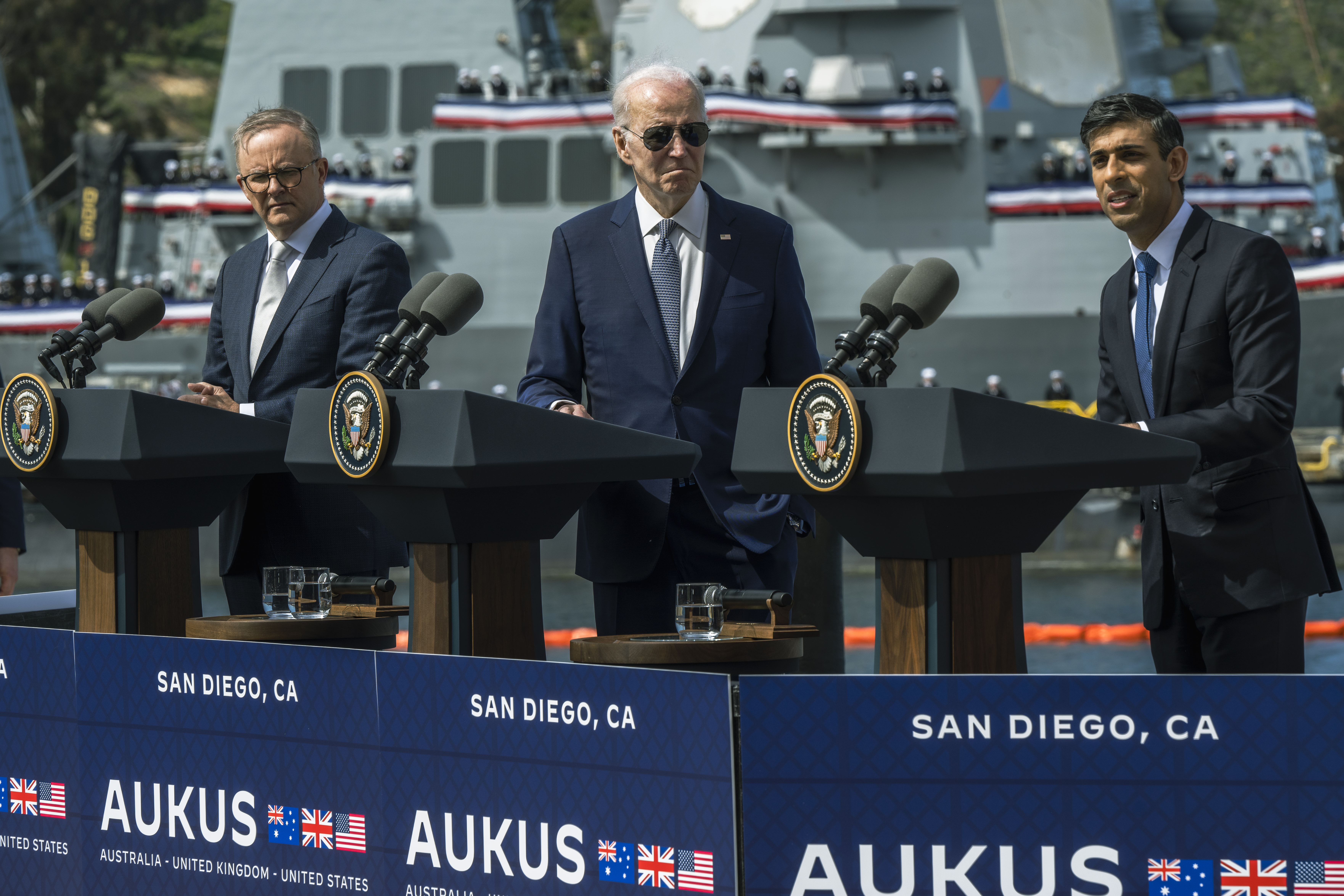
2023년 3월 열린 회의에서 오커스 협력의 일환으로 오스트레일리아의 핵 공격 잠수함 획득 계획을 발표하기 위해 함께 연단에 선 앤서니 알바니스 호주 총리, 조 바이든 미국 대통령, 리시 수낵 영국 총리.

오스트레일리아 정부는 안보의 가장 큰 위협을 중국으로 보고 있으며 이에 대응하기 위해 방위군의 고강도 전투 참여 능력을 향상시키고자 한다. 《2020년 방위 전략 업데이트》는 오스트레일리아 방위군의 전략적 집중 지역을 인도 태평양 지역으로 지목하였고 이제는 대규모 참전이 일어나기 10년 전에 전략적 경고 기간이 주어지는 것과 같은 장기적 대비 기간은 주어지지 않는 다고 보았다. 이 문서는 오스트레일리아 방위군이 갖추어야 할 향후 핵심 역량으로 원거리 목표물 타격 능력을 꼽았다. 2021년 9월 오스트레일리아는 영국, 미국과 오커스 3자 안보 협력 관계를 체결했다. 애초 오스트레일리아는 프랑스와 협력하여 재래식 어택급 잠수함 12척을 확보하려 계획하였으나 오커스 협력 채결로 이를 취소하고 핵 공격 잠수함을 확보를 추진하고 있다.
2020년 11월 아프가니스탄 파병 당시 오스트레일리아 방위군의 전쟁 범죄 혐의에 대한 조사가 완료되었다. 《브레레턴 보고서》는 특수부대원 25명이 25 건에 걸쳐 전쟁 범죄를 저질러 39명이 사망하고 2명이 학대를 당했다는 증거가 있다고 밝혔다. 오스트레일리아 방위군 총사령관 앵거스 캠벨 장군은 보고서에 제시된 143 개 권고 사항을 모두 수용했다. 이후 범죄 수사를 위해 특별수사처가 설치됐고, 2023년 3월 첫 기소가 시작되었다.
2021년 8월 탈레반이 아프가니스탄의 카불을 함락시키자 오스트레일리아 방위군은 피난민을 수송하는 국제 작전에 참여하여 3,500명 이상의 사람을 대피시켰다. 2022년 2월 러시아의 우크라이나 침공 이후 4억 7,500만 AU$ 상당의 군사 장비를 우크라이나군에 이전하는 한편 영국의 우크라이나군 훈련 캠프 운영에 참여하였다.
2022년 5월 선거에서 오스트레일라 노동당이 다시 집권하여 앤서니 앨버니지가 총리로 취임하였으나 국방 정책은 이전 정부와 차이가 크지 않아 여전히 중국을 최대의 안보 위협으로 파악하고 있다. 이전 정부와의 차이점은 오세아니아의 지리적 특징으로 기후 변화를 중요 안보 문제로 본다는 것이다. 앨버니지 정부는 2023년 4월 새로운 국방 전략 검토를 시작하였고 안보 위협이 꾸준히 증가한다는 결론에 도달하여 방위군을 이전의 다양한 활동을 수행하는 "균형잡힌 군대"에서 주된 위협에 대응하는 "집중된 군대"로 변화 방향을 제시하였다. 이 전략은 육군의 기계화 병력을 줄이고 장거리 화력을 보완하는 방안이 포함되어 있다. 아울러 기후 변화에 대한 전 국가적 대응이 안보에 직결된다고 명시하였다. 정부는 새 군사개혁안 대부분을 수용하였다.

## 구조
오스트레일리아 방위군은 국방부와 함께 오스트레일리아 방위 기구의 구성원이다. 오스트레일리아 방위 기구는 국방부 장관을 수장으로 하고 방위군 총참모장과 여러 민간 부분, 정보기관, 국방과학기술 그룹 등의 기관이 포함되어 있다.

### 지휘 체계
오스트레일리아 1903년 방위법과 하위 법률들이 방위군의 지휘 체계를 규정하고 있다. 이 법은 "방위군에 대한 전반적인 통제와 행정권"이 국방장관에게 있음을 명시하고 오스트레일리아 방위기구를 통해 국방의 제반 요소를 관리하도록 한다. 2022년 5월 이후 국방장관은 리처드 말스 부총리이고 국방 인사 및 재향군인 업무는 매트 커프 장관이 담당한다. 국방부 차관 및 보훈 처장은 매트 시슬트와이트, 방위산업부 장관은 패트 콘로이이다.
오스트레일리아 방위군 총참모장은 방위군 최고위직으로 오스트레일리아 군내의 유일한 4성 장교로서 육해공 3군 모두의 지휘권자이다. 총참모장은 지휘 책임과 함께 내각에도 참여하여 국방부 장관의 핵심 군사 고문이기도 하다. 현재 총참모장은 2018년 7월 취임한 앵거스 캠벨이다.
현행 오스트레일리아 방위군의 지휘 체계 아래서 각 군사 작전은 일일 단위로 운용된다. 육해공의 참모장은 각군의 모병, 훈련, 전투력 유지 등을 책임지고 방위기구에 보고하며 각자 오스트레일리아 방위군 총참모장의 참모로서 활동한다. 방위군 총참모장은 국방부 차관, 합동작전 참모장 등과 함께 구성되는 운영위원회의 위원장을 겸임하며 이들이 방위군 본부를 구성한다. 2017년 7월 1일 이전에는 각 군의 본부가 별도로 구성되어 있었다.
보고 체계는 각 군의 개별 구성원에서 해당 군의 참모장을 거쳐 방위군 총참모장으로 이어지지만, 군사작전의 통제는 방위군 총참모장에게 직접 보고하는 합동작전참모부를 통해 이루어진다. 합동작전참모부는 작전 또는 훈련에 참여할 부대를 선정하여 태스크 포스를 구성하여 지휘한다.   뉴사우스웨일스주 버겐도어 인근에 합동작전본부가 있다. 각 군의 인력이 통합 배치되어 있는 합동작전본부는 방위군의 운영 및 훈련을 계획하고 통제한다.
 합동작전참모부에는 합동작전본부 외에도 북부사령부와 해상 국경 사령부가 있어 통합군 운용의 중심이 된다. 이 외에 합동 운송 그룹과 항공우주작전센터가 있다.

### 오스트레일리아 왕립 해군

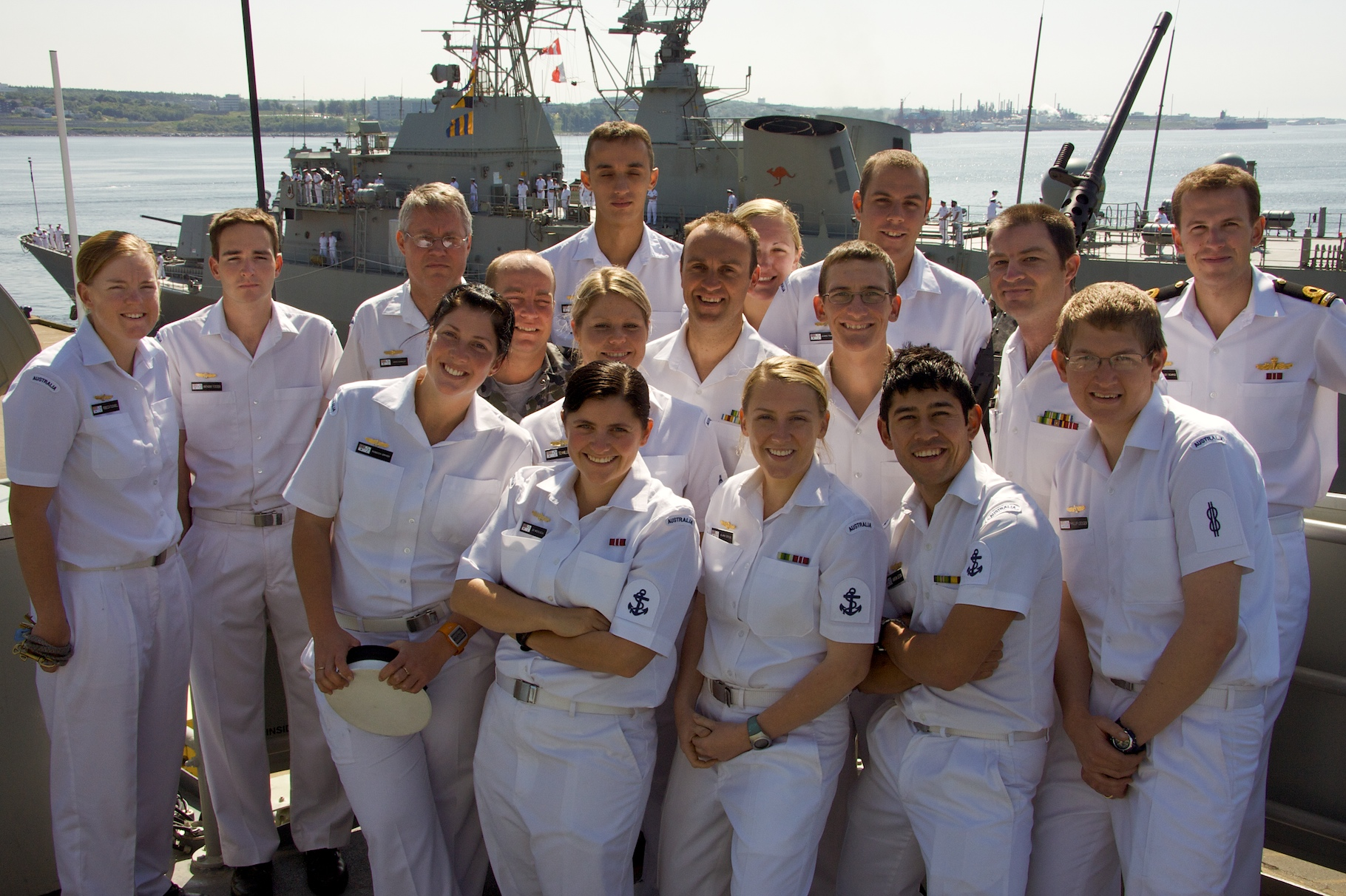
2009년 HMAS 시드니의 승무원들

오스트레일리아 왕립 해군은 크게 나누어 함대사령부와 지원사령부인 해군전략사령부로 구성되어 있다. 오스트레일리아 왕립 해군은 구축함, 호위함, 잠수함, 순찰선, 보조함을 포함하여 50척 미만의 취역 전함을 보유하고 있으며 이 외에 수 많은 비취역 선박을 운영하고 있다.

### 오스트레일리아 왕립 공군
오스트레일리아 왕립 공군은 오스트레일리아 전역의 전략적 위치에 기지 네트워크를 구축하고 전투비행단과 수송기 등을 운용하고 있으며 지휘체계는 공군사령부로 일원화 되어 있다. 19개의 비행대는 전투비행대 5개, 해상초계비행대 2개, 수송비행대 6개, 훈련비행대 6개, 공중조기경보통제기 비행대 1개, 합동최종공격통제 비행대 1개로 구성된다. 지상 지원 부대는 원정 전투 지원대 3개, 비행장 방어 경비대 3개 및 기타 다양한 정보, 항공 교통 관제, 통신, 레이더 및 의료 부대가 포함된다.

### 오스트레일리아 육군

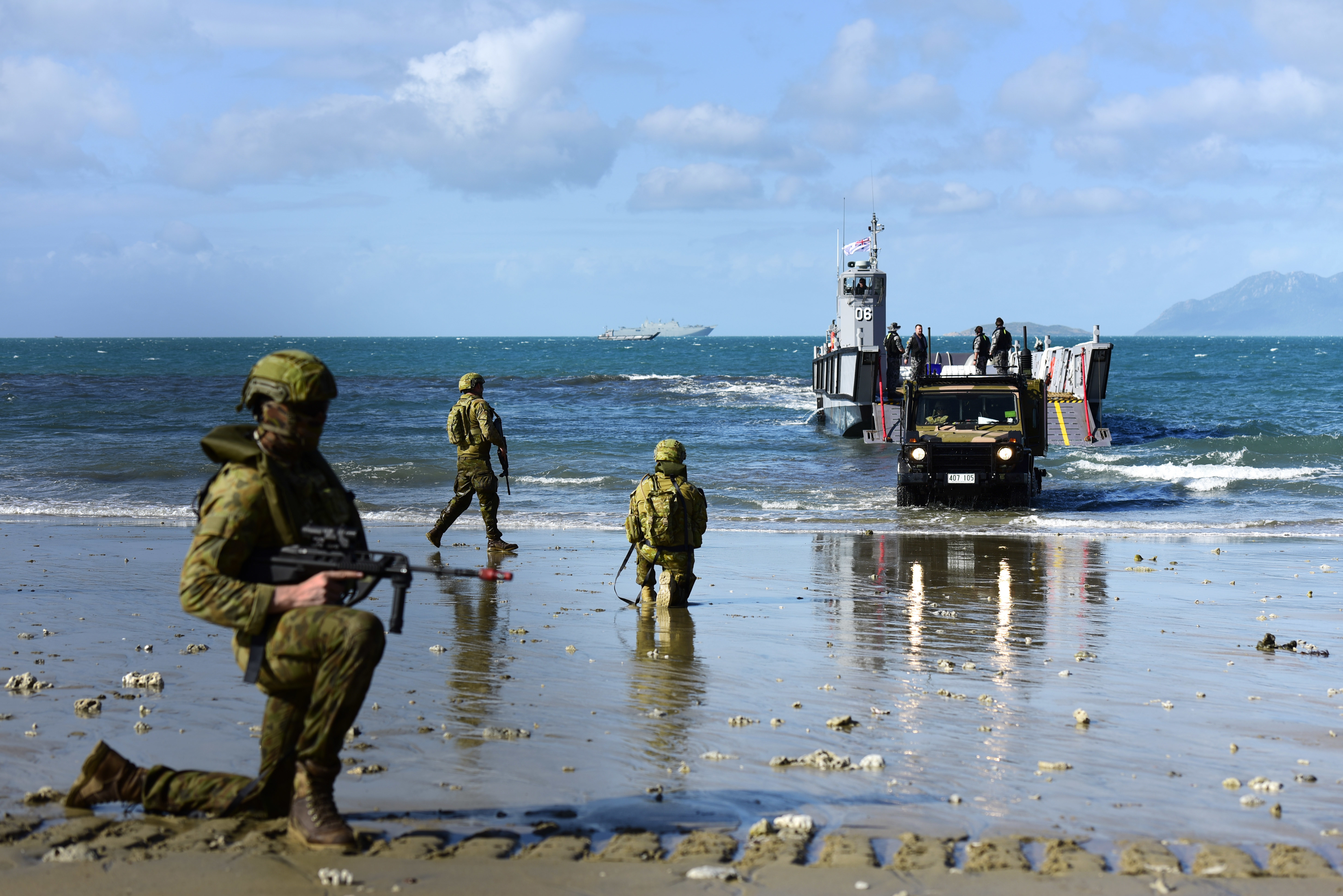
2018년 합동 훈련 중인 오스트레일리아 육군 병사

오스트레일리아 육군은 제1사단, 특수작전사령부, 부대사령부의 세 축으로 구성되어 있다. 제1사단은 대규모 지상전을 위한 정예군이고 나머지 대다수의 부대는 여단 규모로 운영되어 부대사령부에 속한다. 오스트레일리아에는 따로 해병대가 없고 제1사단 예하의 오스트레일리아 왕립 연대의 제2대대와 이를 지원하는 통신연대, 3개의 훈련 및 인력 지원 부대가 상륙작전 수행을 담당한다.
오스트레일리아 육군의 주요 전투부대는 여단으로 구성되어 있다.  제1, 3 및 7 여단 3개의 정규 전투 여단이 편성되어 있고 항공여단, 전투지원 및 정찰여단, 병참여단 등의 지원 부대가 있다.   여기에 더해 2023년 의료여단이 창설되었다. 6개의 예비군 여단은 제2사단에 배치되어 관리된다. 오스트레일리아 육군의 전술 교리는 다양한 요소가 어우러진 제병 연합 부대를 이루는 전투단을 구성하는 것이다.  
2014년 기준 특수전사령부의 병력은 약 2천2백 명 가량으로 항공특수연대, 제2코만도연대, 예비 제1코만도연대, 특수작전공병연대, 병참 및 훈련부대로 구성되어 있다.

## 병력
1972년 징집제가 폐지된 이후 모병제로 운영된다. 만 17세 이상의 오스트레일리아 시민권 또는 영주권을 가진 사람에게 입대자격이 부여되어 남녀 모두 입대할 수 있으며 여성 역시 모든 병과에 지원할 수 있다. 입대 전 건강, 교육 및 적성 기준 측정하여 일정 요건을 갖추어야 한다. 정규군의 정년은 60세, 예비군은 65세이다.
오스트레일리아 방위군은 인접한 다른 아시아 국가들 대부분 보다 병력이 매우 적은 편이고 인구 당 병력 수 역시 적다. 이는 직접적인 침공을 받은 경우가 거의 없고 동맹국과의 관계에서 해군력 위주로 운영되어온 오스트레일리아 군사의 특징이 반영된 것으로 앞으로도 비슷한 양상을 보일 것으로 예측된다.
오스트레일리아의 인구 변화는 방위군 모병에 압박을 주고 있다. 오스트레일리아는 인구 노령화에 따른 경제 참여 인구가 줄어드는 추세이고 이에 따라 경제 성장 둔화와 정부 지출 증가가 예상된다. 현실적으로 오스트레일리아의 청년 가운데 군복무를 희망하는 사람은 거의 없어서 방위군은 민간 기업의 채용 조건과 경쟁해야 하는 상황이다.
2023년 6월 현재 오스트레일리아 방위군은 정규군 57,346 명과 현역 예비역 32,049 명으로 구성되어 있다. 2022~23 회계 연도 동안 5,537명이 입대하고 6,397 명이 퇴역하여 860 명의 순손실을 나타냈다.

안보 상황 변화로 병력 확충이 시급한 과제로 떠오르자 2022년 3월 스콧 모리슨 총리는 2040년까지 정규군을 현재보다 약 30% 증가한 8만 명 규모로 확보할 것이라 발표하였다. 이 계획은 약 380억 호주 달러의 추가 비용이 소요될 것으로 보인다.
오스트레일리아 방위군은 육해공 각 군별로 현역 예비군을 운용한다. 현역 예비군의 주요 역할은 자연재해 대응 및 정규군의 보조이며 시간제로 복무하기 때문에 예산이 덜 들지만 복무의 특성상 준비 수준이 낮고 추가 훈련이 필요하다. 예비군에 대한 신속한 소집과 훈련 요구는 몇 차례 시도가 있었으나 쉽지 않았다. 1960년대 이후 역대 정부는 예비군 "소집령" 발동을 꺼리고 있다.

### 다양성
오스트레일리아 방위군의 대다수는 영국 이주민 후손인 앵글로-켈트 출신이다. 2011년 조사에서 오스트레일리아의 다른 분야보다 유독 방위군에서 이러한 비율이 높다는 점이 부각되어 다인종 다문화 사회인 오스트레일리아를 대표하지 못하고 있다는 지적이 있었다. 방위군은 이를 개선하기 위해 2013년 《방위 다양성 및 포용 전략 2012-2017》을 시작하였다.
2020년 6월 30일을 기준 정규군의 3.2 % 와 예비군 의 2.6 % 가 오스트레일리아 원주민이었다. 《방위 화해 실행 계획 2019-2022》는 병력의 5% 까지  원주민을 늘리겠다는 목표를 제시하였다. 오스트레일리아는 징병제를 실시하는 기간 동안 원주민의 입대를 제한한 역사가 있다. 제2차 세계 대전 와중에 잠시 수백명의 입대가 이루어졌으나 종전 후 입대 제한이 다시 시작되었다. 모병제 전환 이후 이러한 명시적 차별은 사라졌지만, 1992년까지 장교 가운데 원주민은 극히 적었다. 오스트레일리아 육군은 일부 예비군 대대를 원주민들로 구성하여 운용한다. 2015년 원주민 비율은 전체 병력의 약  2%로 인구 구성에서 차지하는 원주민 비율 3.3 %보다 적었다.
종교적 면에서도 오스트레일리아 방위군 병력의 과반수 이상이 기독교 신자이지만 전반적으로 종교적 신념이 없는 사람의 수가 늘고 있다. 2003년 방위군의 기독교 신자는 약 66 % 였던 반면 2015년 52 %로 감소하였고 2023년 신규 모병 인원 가운데 80 %가 종교적 신념이 없는 것으로 조사되었다.
오스트레일리아 방위군은 1992년 11월 게이나 레즈비언 등에 대한 기존의 성소수자 입영 금지 정책을 철폐하였다. 당시 많은 논란이 있었으며 이 조치가 군의 단결을 해치고 병력 감소를 가져올 것이라는 주장이 있었으나, 실제로는 별다른 문제가 일어나지 않았다. 2000년 연구에 따르면 동성애자 입영 후에도 사기나 효율성 및 병력 유지에 부정적 영향은 없었고 오히려 근무 여건 개선으로 생산성이 올랐다.  1992년 조치 이후로도 한 동안 군대 내에서 기피하는 경향이 사라진 것은 아니어서 1990년대 후반까지 스스로 커밍아웃하는 사람은 거의 없었다. 입영을 허용한 것과 별개로 동성 배우자가 배우자로서 인정되지 않는 차별이 있었다. 오스트레일리아 방위군은 2005년에 공식적으로 동성 관계를 인정했으며, 2009년 1월 1일부터 동성 배우자에게도 이성 커플과 동등한 퇴직 연금 수령 권리를 인정하였다. 2010년부터 트랜스젠더의 복무가 허용되었다. 2023년 기준 방위군의 4.8 % 가 LGBTI+ 커뮤니티에 속하는 성소수자로 집계되었다.

## 국방비
2017-18년 회계 연도의 오스트레일리아 국방비는 347억 호주 달러로 GDP의 약 1.9 %, 전체 정부 지출의 7.28 % 규모였다. 오스트레일리아 정부는 여러 차례 국방비 증액을 시도하고 있으나 전체 규모가 GDP 2%를 넘긴 경우는 없다. 현재 정부는 2030년까지 GDP의 2.4%로 증액하겠다는 계획을 발표하였다. 2023-24년 국방예산은 428억 호주 달러로 GDP 1.96 %이다.
오스트레일리아의 국방비 지출은 총액면에서 세계적으로 큰 편에 속한다. 스톡홀름 국제평화연구소는 2017년 오스트레일리아의 국방비 지출이 실질 기준으로 모든 국가 중 13번째로 높다고 추정하였다. GDP 대비로 하여도 오스트레일리아의 국방비 지출 비율은 데이터가 제공되는 국가 중 49위이다.

## 참고 문헌
- Air Power Development Centre (2015). 《Air Force – Serving Australia's Interests》. Canberra: Royal Australian Air Force. 2016년 2월 1일에 원본 문서에서 보존된 문서. 2016년 1월 26일에 확인함.
- Air Power Development Centre (2016). 《Air Force Capability Guidebook》. Canberra: Air Power Development Centre. OCLC 950573401. 2017년 12월 31일에 원본 문서에서 보존된 문서. 2017년 12월 31일에 확인함.
- Australian Army (2014). “The Australian Army: An Aide-Memoire” (PDF). Canberra: Australian Army. 2019년 4월 11일에 원본 문서 (PDF)에서 보존된 문서. 2018년 1월 6일에 확인함.
- Australian Government (2014). 《Defence Issues Paper》 (PDF). Canberra: Department of Defence. ISBN 978-0-9925662-0-3. 2014년 9월 12일에 원본 문서 (PDF)에서 보존된 문서. 2018년 1월 6일에 확인함.
- Australian Government (2016). 《2016 Defence White Paper》. Canberra: Department of Defence. ISBN 978-0-9941680-5-4. 2012년 5월 1일에 원본 문서에서 보존된 문서. 2016년 3월 14일에 확인함.
- Australian National Audit Office (2001). 《Australian Defence Force Reserves》. Canberra: Australian National Audit Office. ISBN 978-0-642-44257-4. 2017년 12월 31일에 원본 문서에서 보존된 문서. 2017년 12월 31일에 확인함.
- Australian National Audit Office (2014). 《Emergency Defence Assistance to the Civil Community》 (PDF). Canberra: Australian National Audit Office. ISBN 978-0-642-81437-1.  1 January 2017에 원본 문서 (PDF)에서 보존된 문서.  1 January 2017에 확인함.
- Australian Parliamentary Library (2000년 12월 22일). “Women in the Armed Forces: The Role of Women in the Australian Defence Force”. Parliament of Australia. 2012년 2월 7일에 원본 문서에서 보존된 문서. 2006년 12월 16일에 확인함.
- Ball, Desmond; Robinson, Bill; Tranter, Richard (2016). “Australia's participation in the Pine Gap enterprise” (PDF). Nautilus Institute for Security and Sustainability. 2016년 12월 21일에 원본 문서 (PDF)에서 보존된 문서. 2017년 12월 31일에 확인함.
- Beaumont, Joan (2001). 《Australian Defence Sources and Statistics》. Melbourne: Oxford University Press. ISBN 978-0-19-554118-2.
- Belkin, Aaron; McNichol, Jason (2000). “The Effects of Including Gay and Lesbian Soldiers in the Australian Defence Forces: Appraising the Evidence” (PDF). Palm Center. 2018년 1월 14일에 원본 문서 (PDF)에서 보존된 문서. 2018년 1월 14일에 확인함.
- Blaxland, John (2014). 《The Australian Army from Whitlam to Howard》. Port Melbourne, Victoria: Cambridge University Press. ISBN 978-1-107-04365-7.
- Bullard, Steven (2017). 《In their Time of Need: Australia's Overseas Emergency Relief Operations 1918-2006》. Official History of Australian Peacekeeping, Humanitarian and Post-Cold War Operations. Cambridge: Cambridge University Press. ISBN 978-1-107-02634-6.
- Chief of Navy (2017). 《Australian Maritime Operations》 (PDF). Canberra: Sea Power Centre – Australia. ISBN 978-0-9925004-1-2. 2017년 12월 31일에 원본 문서 (PDF)에서 보존된 문서. 2017년 12월 31일에 확인함.
- Council of Australian Governments (2015). 《Australia's Counter-Terrorism Strategy》 (PDF). Canberra: Attorney-General's Department. ISBN 978-1-925237-70-2. 2018년 3월 13일에 원본 문서 (PDF)에서 보존된 문서. 2017년 12월 31일에 확인함.
- Davies, Andrew (2010). “Army capability review 2010”. Australian Strategic Policy Institute. 2017년 12월 31일에 원본 문서에서 보존된 문서. 2017년 12월 31일에 확인함.
- Davies, Andrew; Jennings, Peter; Schreer, Benjamin (2014). 《A Versatile Force: The Future of Australia's Special Operations Capability》. Canberra: Australian Strategic Policy Institute. ISBN 978-1-921302-97-8. 2017년 12월 31일에 원본 문서에서 보존된 문서. 2017년 12월 31일에 확인함.
- Defence People Group (2017년 5월 9일). “ADF Total Workforce Model Frequently Asked Questions” (PDF). Department of Defence. 2018년 1월 7일에 원본 문서 (PDF)에서 보존된 문서.
- Defence People Group (June 2014). Defence Diversity and Inclusion Strategy 2012-2017 (PDF) (보고서). Department of Defence. OCLC 1052726534. 2018년 3월 19일에 원본 문서 (PDF)에서 보존된 문서. 2021년 3월 21일에 확인함.
- Dennis, Peter;  외., 편집. (2008). 《The Oxford Companion to Australian Military History》 2판. South Melbourne: Oxford University Press. ISBN 978-0-19-551784-2.
- Department of Defence (2009). 《Defending Australia in the Asia Pacific Century: Force 2030》. Department of Defence. ISBN 978-0-642-29702-0. 2012년 5월 1일에 원본 문서에서 보존된 문서. 2006년 12월 2일에 확인함.
- Department of Defence (2016). Women in the ADF Report 2015–16 (PDF) (보고서). Canberra: Department of Defence. 2017년 1월 2일에 원본 문서 (PDF)에서 보존된 문서. 2017년 1월 2일에 확인함.
- Department of Defence (2017). “Explosive Ordnance Logistics Reform Program Project : Statement of Evidence to the Parliamentary Standing Committee on Public Works”. Parliament of Australia. 2018년 1월 7일에 원본 문서에서 보존된 문서. 2018년 1월 6일에 확인함.
- Department of Defence (2020). Defence Annual Report 2019-20 (PDF) (보고서). Canberra: Department of Defence. ISBN 978-1-925890-34-1. 2021년 2월 28일에 원본 문서 (PDF)에서 보존된 문서. 2021년 3월 21일에 확인함.
- Edwards, Peter (2016). 《Defence White Papers at 40》. Canberra: Australian Strategic Policy Institute. ISBN 978-1-925229-27-1. 2018년 1월 14일에 원본 문서에서 보존된 문서. 2018년 1월 14일에 확인함.
- Foreign Affairs, Defence and Trade Group (2000). “Women in the armed forces: the role of women in the Australian Defence Force”. 《Parliamentary Library》. Parliament of Australia. 2018년 1월 8일에 원본 문서에서 보존된 문서. 2018년 1월 8일에 확인함.
- Grey, Jeffrey (2008). 《A Military History of Australia》 Thi판. Port Melbourne: Cambridge University Press. ISBN 978-0-521-69791-0.
- Henry, Ken (2005). “Australia's Defence to 2045: The Macro-economic Outlook”. 《Defender》 (Spring 2005): 19–24.
- Hoglin, Phillip (2016). “Religious Diversity and Secularism in the ADF” (PDF). 《Australian Defence Journal》 (199): 20–27. 2018년 1월 14일에 원본 문서 (PDF)에서 보존된 문서. 2018년 1월 14일에 확인함.
- Horner, David (2001). 《Making the Australian Defence Force》. The Australian Centenary History of Defence Volume IV. Melbourne: Oxford University Press. ISBN 978-0-19-554117-5.
- Horner, David (2007). 〈The Higher Command Structure for Joint ADF Operations〉.   Huisken, Ron; Thatcher, Meredith. 《History as Policy: Framing the debate on the future of Australia's defence policy》. Canberra: ANU E Press. 143–161쪽. ISBN 978-1-921313-56-1. 2018년 1월 14일에 원본 문서에서 보존된 문서. 2018년 1월 14일에 확인함.
- International Institute for Strategic Studies (2023). 《The Military Balance 2023》. Abingdon, United Kingdom: Routledge. ISBN 978-1-85743-835-2.
- Jennings, Peter (2016). 〈The Politics and Practicalities of Designing Australia's Force Structure〉.   Ball, Desmond; Lee, Sheryn. 《Geography, Power, Strategy and Defence Policy: Essays in Honour of Paul Dibb》. Canberra: ANU Press. ISBN 978-1-76046-014-3. 2018년 1월 7일에 원본 문서에서 보존된 문서. 2018년 1월 7일에 확인함.
- Joint Standing Committee on Treaties (2014). Report 145: Treaties tabled on 26 August and 2 September 2014 (보고서). Parliament of Australia. ISBN 978-1-74366-240-3. 2017년 12월 31일에 원본 문서에서 보존된 문서. 2017년 12월 31일에 확인함.
- Khosa, Raspal (2010). “Australian Defence Almanac 2010–2011”. 《Australian Defence Almanac》 (Canberra: Australian Strategic Policy Institute). ISSN 1449-9355. 2018년 1월 7일에 원본 문서에서 보존된 문서. 2018년 1월 7일에 확인함.
- Khosa, Raspal (2011). 《Australian Defence Almanac 2011–2012》. Canberra: Australian Strategic Policy Institute. 2018년 1월 7일에 원본 문서에서 보존된 문서. 2018년 1월 7일에 확인함.
- McKeown, Deirdre; Jordan, Roy (2010년 3월 22일). “Parliamentary involvement in declaring war and deploying forces overseas” (PDF). 《Background note》. Department of Parliamentary Services. 2014년 6월 21일에 원본 문서 (PDF)에서 보존된 문서. 2014년 6월 16일에 확인함.
- Riseman, Noah (2018). 〈From witch-hunts to pride balls: the ADF and LGBTI service personnel〉.   Moss, Tristan; Richardson, Tom. 《Beyond Combat: Australian Military Activity Away from the Battlefield》. Sydney: UNSW Press. ISBN 978-1-74223-590-5.
- Peacock, Lindsay; von Rosenbach, Alexander (2011). “Jane's World Air Forces, Issue Thirty Four”. 《Jane's World Air Forces》 (Coulsdon, UK: IHS Jane's). ISSN 1748-2526.
- Pittaway, Nigel (February 2014). “Small, but deadly : Australia's Forces”. 《Air Forces Monthly》. 311호. 74–84쪽.
- Smith, Andrew; Bergin, Anthony (2006). “Strategic Insights 31 – Australian domestic security: The role of Defence”. Australian Strategic Policy Institute. 2018년 1월 1일에 원본 문서에서 보존된 문서. 2017년 12월 31일에 확인함.
- Smith, Mark (2014). “Focusing the Army Reserve: force structuring as an operational rather than strategic reserve” (PDF). 《Australian Defence Force Journal》 (193): 40–55. 2018년 1월 7일에 원본 문서 (PDF)에서 보존된 문서. 2018년 1월 7일에 확인함.
- Sutton, John (2017). “The increasing convergence of the role and function of the ADF and civil police” (PDF). 《Australian Defence Force Journal》 (202): 38–43. 2018년 1월 7일에 원본 문서 (PDF)에서 보존된 문서. 2018년 1월 7일에 확인함.
- Tewes, Alex; Rayner, Laura; Kavanaugh, Kelly (2004). “Research Brief no. 4 2004–05” (PDF). 《Australia's Maritime Strategy in the 21st century》. Australian Parliamentary Library. 2019년 12월 30일에 원본 문서 (PDF)에서 보존된 문서. 2016년 1월 26일에 확인함.
- Thomson, Mark (2005). “Punching above our weight? Australia as a middle power”. Canberra: Australian Strategic Policy Institute. 2018년 1월 7일에 원본 문서에서 보존된 문서. 2018년 1월 7일에 확인함.
- Thomson, Mark (2005a). “War and Profit: Doing business on the battlefield”. Canberra: Australian Strategic Policy Institute. 2018년 1월 7일에 원본 문서에서 보존된 문서. 2018년 1월 7일에 확인함.
- Thomson, Mark (2006). “Defence Budget 2006/07: 'Planning on Hope or Pessimism'”. 《Defender》.
- Thomson, Mark (2009). 《The Cost of Defence: ASPI Defence Budget Brief 2009–2010》. Canberra: Australian Strategic Policy Institute. ISSN 2200-6613. 2018년 1월 7일에 원본 문서에서 보존된 문서. 2018년 1월 7일에 확인함.
- Thomson, Mark (2012). 《The Cost of Defence: ASPI Defence Budget Brief 2012–2013》. Canberra: Australian Strategic Policy Institute. ISSN 2200-6613. 2018년 1월 7일에 원본 문서에서 보존된 문서. 2018년 1월 7일에 확인함.
- Thomson, Mark (2016). 《The Cost of Defence : ASPI Defence Budget Brief 2016–17》. Canberra: Australian Strategic Policy Institute. ISSN 2200-6613. 2018년 1월 7일에 원본 문서에서 보존된 문서. 2018년 1월 7일에 확인함.
- Thomson, Mark (2017). “The Cost of Defence: ASPI Defence Budget Brief 2017–18”. Canberra: Australian Strategic Policy Institute. ISSN 2200-6613. 2018년 1월 7일에 원본 문서에서 보존된 문서. 2018년 1월 7일에 확인함.
- Wilson, Stewart; Pittaway, Nigel (2017). “Airpower Australia”. 《Aero Australia Special Edition》. ISSN 1448-8086.